# Pinto (communauté de Madrid)
Pour les articles homonymes, voir Pinto.
 Pinto est une commune située au centre de l’Espagne, comarca de l’Área Metropolitana dans la communauté autonome de Madrid, province de Madrid. Pinto est située à 17 kilomètres au sud de Madrid. Pinto est aussi connue pour être la ville où réside l'ancien champion cycliste Alberto Contador.

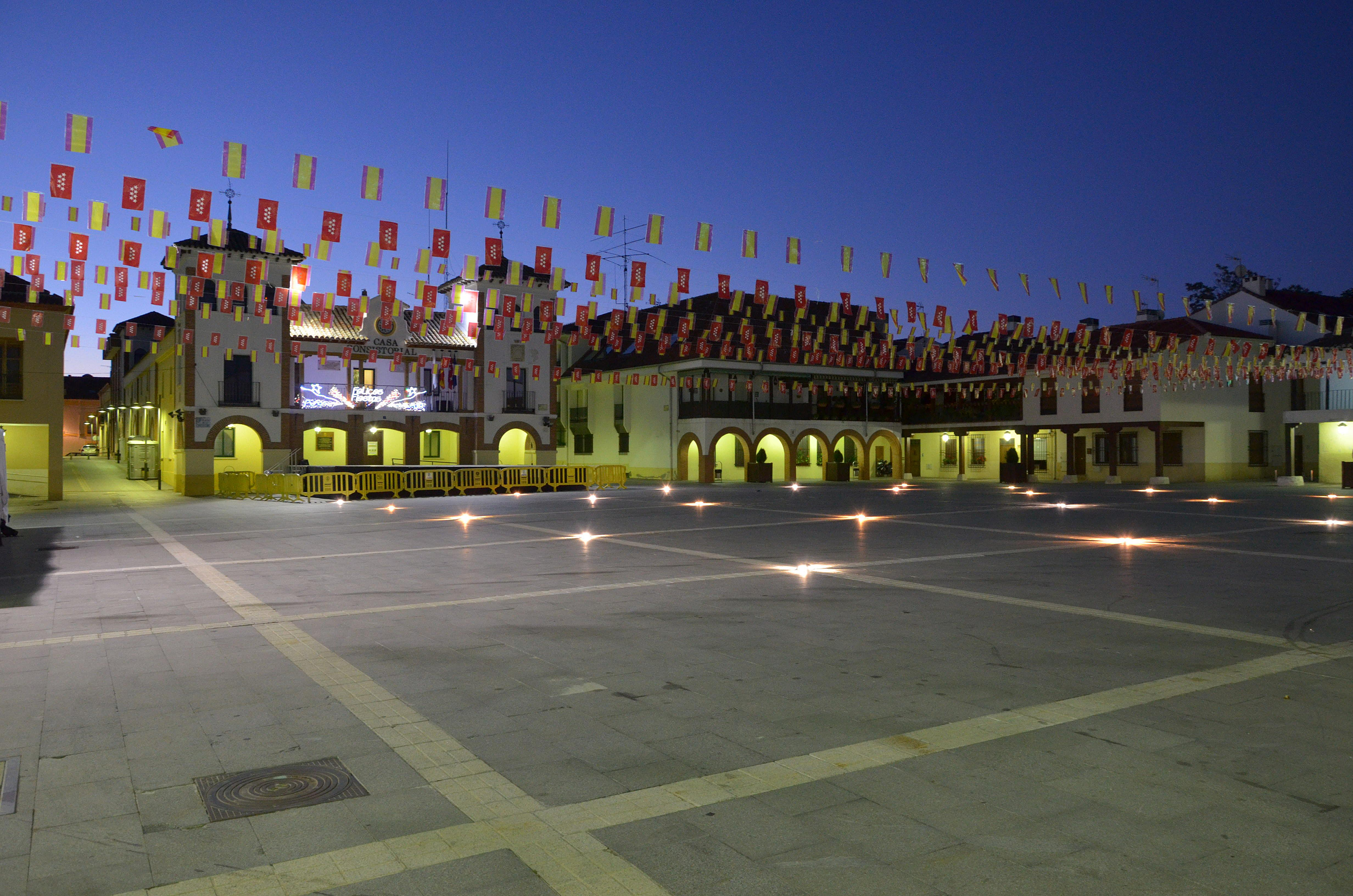
Place de la Constitution.